# Пемуко
Пемуко (ісп. Pemuco) — селище в Чилі. Адміністративний центр однойменної комуни. Населення - 9077 осіб (2007). Селище і комуна входить до складу провінції Дигильїн і регіону Ньюбле.
Територія комуни – 562,7 км². Щільність населення - 16,13 чол./км².

## Розташування
Селище розташоване за 42 км південніше адміністративного центру провінції міста Чильян.
Комуна межує:
- на півночі - з комунами Бульнес, Ель-Кармен
- на сході - з комуною Пінто
- на півдні - з комуною Юнгай
- на південному заході - з комуною Кабреро
- на заході - з комуною Кільйон